# Tứ linh

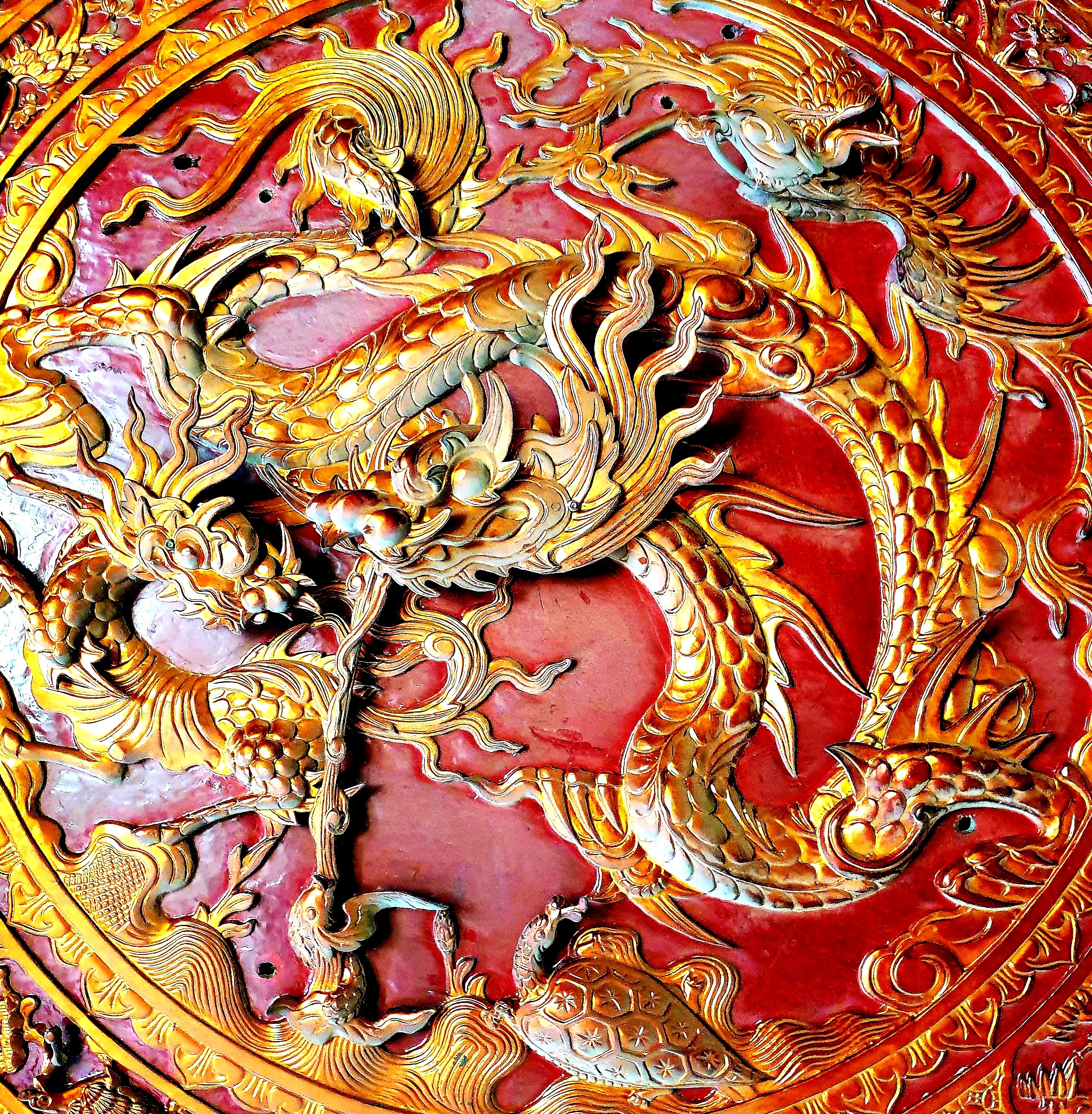
Phù điêu Tứ Linh (Long, Lân, Quy, Phụng) tại Đền thờ Đức Thánh Trần, Quận 1

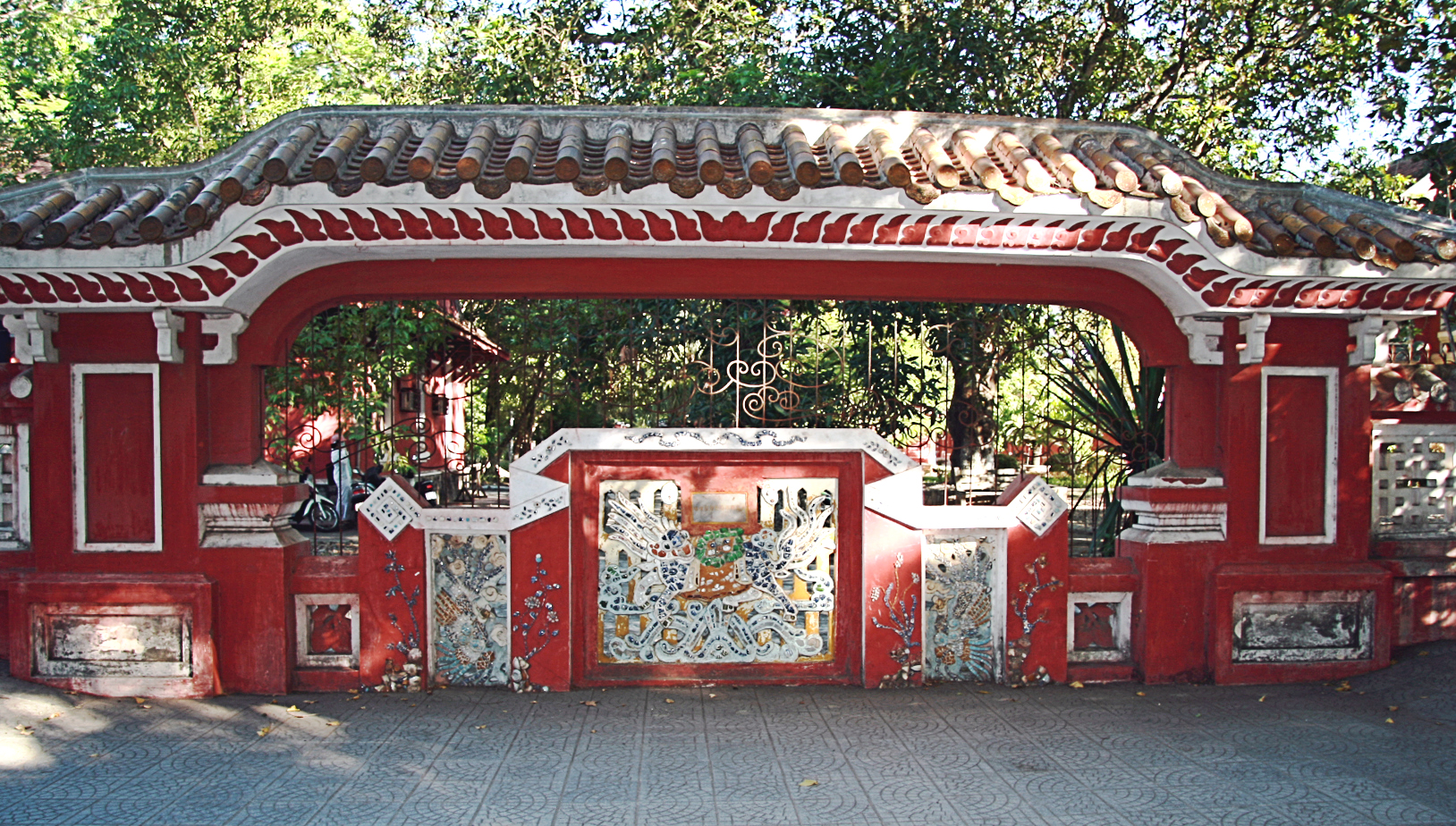
Bình phong long mã tại trường Quốc Học Huế, TP. Huế

Tứ Linh, còn được gọi là Tứ Thụy, là bốn loài linh thú lớn trong thần thoại Trung Hoa và các nước Đông Á tượng trưng cho sự cát tường và điềm tốt lành, bao gồm Long (rồng), Lân (kỳ lân), Quy (rùa) và Phượng (phượng hoàng). Tứ Linh, theo Kinh Lễ, là "Lân Phượng Quy Long". Bên cạnh đó, cũng có "Thiên Chi Tứ Linh", hay Tứ Tượng bao gồm Thanh Long, Bạch Hổ, Chu Tước, Huyền Vũ là đại diện của bốn phương Đông, Tây, Nam, Bắc, là khái niệm phân biệt với Tứ Linh. Trong bốn loài thú thì kỳ lân, rồng và phượng, đều là những loài vật trong thần thoại và không có thực.